# Nógrádmegyer
Nógrádmegyer es un pueblo ubicado en el condado de Nógrád, Hungría.

## Superficie
Posee una superficie de 22,77 kilómetros cuadrados.

## Demografía
Hasta 2021 la población era de 1605 habitantes, con una densidad de población de 70,48 habitantes por kilómetro cuadrado.